# Arvid Albrektson
Arvid Herbert Albrektson, född den 29 december 1905 i Varberg, död där den 1 maj 1963, var en svensk biskop.
Albrektson var som ung aktiv idrottare inom bland annat fotboll och gymnastik. Han övervägde att studera på Gymnastiska centralinstitutet och bli gymnastikdirektör men det blev istället akademiska studier med siktet inställt på att bli präst. Albrektson blev student vid Göteborgs högskola 1925 och vid Lunds universitet 1927. Sistnämnda år avlade han teologisk-filosofisk examen och 1931, efter att samma år ha blivit student vid Uppsala universitet, teologie kandidatexamen.
Albrektson prästvigdes 1931 i Göteborgs domkyrka, och året efter missionärsvigdes han i Träslövs kyrka. Han tjänstgjorde i Sydrhodesia från 1933. Där drabbades Albrektson av malaria, en sjukdom som kom att följa honom genom livet. Trots detta blev han kvar i tjänst i 30 år.
Albrektson grundade en missionsstation, som också innefattade ett sjukhus, i Manama. Han lärde sig tidigt att flytande tala två av de lokala bantuspråken, karanga och zezuru, och hans hustru Karin undervisade nyanlända missionärer i shonaspråket.
Albrektsons duglighet och organisationsförmåga medförde att han 1958 utnämndes till den förste biskopen i Rhodesias evangelisk-lutherska kyrka. År 1957 utsågs han till ledamot av Nordstjärneorden.
I december 1962 drabbades Albrektson av en hjärtinfarkt och våren 1963 vände han tillbaka till sin hemstad Varberg, där han avled, 57 år gammal. Göteborgs stifts biskop Bo Giertz, som medverkat vid biskopsvigningen och förrättade begravningen, skrev i en minnesruna över den bortgångne ämbetsbrodern bland annat:
| ” | I dag är det sorg i Rhodesia, från Bulawayo till Beit Bridge. Arvid Albrektson hörde till de män, som vårt folk och vår kyrka kan vara stolta över. Han gav sitt liv åt sina älskade afrikaner, och de älskade honom tillbaka. Hans verk kommer att leva vidare, i kyrkor, skolhus och lasarett, utströdda på de ändlösa savannerna, genom präster, lärare och sjuksköterskor som fått utbildning och fostran av hög standard och genom alla de tiotusentals människor som nås av deras arbete. | „ |

Albrektsson var gift med Karin, född Sjöblom, dotter till Ernst Sjöblom. Han var farbror till Bertil Albrektson.